# Ставненська сільська рада
| Ставненська сільська рада — орган місцевого самоврядування в Ужгородському районі Закарпатської області з адміністративним центром у с. Ставне. Утворена 12 червня 2020 року шляхом об'єднання Ставненської, Верховино-Бистрянської, Волосянківської, Загорбської, Лубнянської, Стужицької, Тихівської і Ужоцької сільських рад Великоберезнянського району. Сільській раді підпорядковані населені пункти: - с. Ставне |

- с. Верховина-Бистра
- с. Волосянка
- с. Луг
- с. Загорб
- с. Жорнава
- с. Лубня
- с. Стужиця
- с. Тихий
- с. Гусний
- с. Сухий
- с. Ужок

## Склад ради
Рада складається з 16 депутатів та голови.

## Керівний склад сільської ради
| ПІБ                   | Основні відомості                                                                                     | Дата обрання | Дата звільнення |
| --------------------- | --- | ------------ | --------------- |
| Малеш Василь Юрійович | Сільський голова, 1951 року народження, освіта, член Соціал-демократичної партії України (об'єднаної) | 26.03.2006   | 31.10.2010      |
| Удич Богдан Дмитрович | Сільський голова, 1965 року народження, освіта вища, член Всеукраїнського об'єднання 'Батьківщина'    | 31.10.2010   |                 |

Примітка: таблиця складена за даними джерела

## Населення
Згідно з переписом УРСР 1989 року чисельність наявного населення сільської ради становила 1683 особи, з яких 820 чоловіків та 863 жінки.
За переписом населення України 2001 року в сільській раді мешкало 1615 осіб.

### Мова
Розподіл населення за рідною мовою за даними перепису 2001 року:
| Мова       | Відсоток |
| ---------- | -------- |
| українська | 99,01 %  |
| російська  | 0,68 %   |
| білоруська | 0,06 %   |
| молдовська | 0,06 %   |